# 헨리크 카스페르차크
헨리크 보이치에흐 카스페르차크(폴란드어: Henryk Wojciech Kasperczak, 1946년 7월 10일 ~ )는 폴란드의 축구 감독으로, 튀니지 국가대표팀의 감독을 역임했다.
선수 시절 카스페르차크는 폴란드와 함께 두 번의 FIFA 월드컵에 참가하여 1974년 3위를 달성했으며 1976년 캐나다 퀘벡에서 열린 하계 올림픽에서 은메달을 획득했다.
감독으로서, 카스페르차크는 1996년 튀니지와 함께 2위, 1994년 코트디부아르와 함께 3위, 그리고 2002년 말리와 함께 4위를 차지하며 아프리카 네이션스컵에서 가장 큰 성공을 거두었다. 2009년 9월, 카스페르차크는 폴란드 축구 협회에 의해 폴란드 국가대표팀의 공석으로 잠깐 고려되었다.

## 구단 경력
카스페르차크는 자브제에서 태어났다. 스탈 미엘레츠와 함께 카스페르차크는 그의 고향 폴란드에서 열린 엑스트라클라사 챔피언십에서 두 번 우승했다. 그는 또한 FC 메스에서 경력을 끝내기 전에 레기아 바르샤바의 리저브 팀에서 뛰었다.

## 국가대표팀 경력
그는 폴란드 국가대표팀으로 합류해 1974년 FIFA 월드컵에 출전해 3위를 차지했고, 1976년 하계 올림픽에서는 은메달을 획득했고, 1978년 FIFA 월드컵에서는 은메달을 획득했다.
전체적으로 카스페르차크는 61번 출전하여 5골을 넣었다.

## 감독 경력

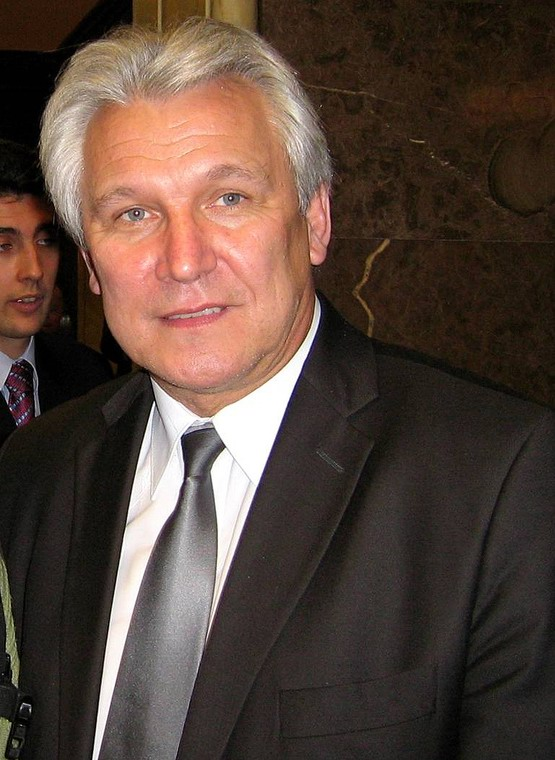
2007년의 카스페르차크

카스페르차크는 프랑스에서 FC 메츠, AS 생테티엔, RC 스트라스부르, 라싱 클뢰브 드 프랑스, 몽펠리에 HSC, 릴 OSC 감독을 맡으며 감독 생활의 첫 15년 (1978년~1993년)을 보냈다. 그의 가장 큰 성공은 1984년 FC 메츠와 함께 쿠프 드 프랑스를 우승한 것이다.
그 다음으로, 카스페르차크는 두 개의 아프리카 국가대표팀을 처음으로 감독했는데, 코트디부아르 (1993년~1994년)가 1994년 아프리카 네이션스컵에서 3위를 차지했고, 그 후 1996년 컵에서 준우승을 차지한 튀니지 (1994년~1998년)가 그 뒤를 이었다. 카스페르차크는 또한 1996년 하계 올림픽과 1998년 FIFA 월드컵에서 튀니지를 지도했다.
대회가 진행되는 동안, 카스페르차크는 알리 셀미와 교체되었고, 튀니지는 잉글랜드 (0-2)와 콜롬비아 (0-1)에게 패하며 조별 리그 통과 기회를 놓쳤다.
그 후, 카스페르차크는 SC 바스티아 (1998년), 알와슬 FC (1999년~2000년), 모로코 국가대표팀 (2000년), 선양 하이시 (2000년~2001년), 그리고 말리 국가대표팀 (2001년~2002년)을 감독했다. 말리는 그의 감독 아래 2002년 아프리카 네이션스컵에서 4위를 차지했다.
2002년, 카스페르차크는 고향인 폴란드로 돌아왔고, 이후 3년간 비스와 크라쿠프의 감독으로 지냈다. 비스와는 그의 지도 아래 세 번의 폴란드 챔피언십에서 우승했다.
2006년, 카스페르차크는 세네갈 (2006년~2008년)을 감독하기 시작했지만, 2008년 아프리카 네이션스컵에서 우승이 예상되었던 조에서 2경기 1득점을 기록하는 저조한 성적을 거두면서 감독직을 그만두었다.
2008년 9월 16일, 그는 구르니크 자브제의 감독직을 맡았다. 그리고 2009년 4월 3일, 그는 클럽이 공식적으로 엑스트라클라사에서 폴란드의 2부 리그인 I 리가로 강등되자 구르니크 자브제를 떠났다.
2010년 3월 15일, 비스와 크라쿠프는 감독과 합의에 도달했고, 카스페르차크는 코치로 마치에이 스코르자를 대신한다.